# L'Île de sable
Pour plus de détails, voir Fiche technique et Distribution.
L'Île de sable est un film québécois de Johanne Prégent sorti en 1999.

## Synopsis
À la suite du décès de sa mère, Manou, âgée de 16 ans, vit avec sa sœur Geneviève avec qui sa relation n’a jamais été bonne. La jeune femme est trop prise par sa propre vie et sa relation avec Jim pour s'occuper de sa sœur cadette. Même si elle vient juste de rompre avec son ami, Manou décide de le ramener à elle. Tous deux découvrent qu’ils partagent le manque d’une famille solide qui les supporte. Bientôt, ils décident de partir ensemble, à tout prix, pour l’Île de sable. Téléphonant à sa sœur, Manou découvre que celle-ci est plus concernée par elle qu’elle ne pensait. Aux réactions de sa sœur à l’annonce de sa grossesse, Manou découvre une vérité qu’elle n’aurait jamais soupçonnée.

## Fiche technique
- Titre : L'Île de sable
- Réalisation : Johanne Prégent
- Scénario : Gilles Desjardins et Johanne Prégent
- Musique : Clode Hamelin
- Directeur de la photographie : Pierre Mignot
- Montage : Claude Palardy
- Costumes : Luc J. Béland
- Production : Claudio Luca
- Pays :  Canada
- Genre : Drame
- Durée : 105 minutes
- Dates de sortie : 
  -  Canada : 5 novembre 1999

## Distribution
- Caroline Dhavernas : Manou
- Sébastien Huberdeau : Jim
- Anick Lemay : Geneviève
- Geneviève Désilets : Isabelle
- François Papineau
- Marie Tifo : Mère de Jim
- Raymond Cloutier
- Claude Laroche
- Marthe Turgeon
- Léa-Marie Cantin
- Réal Bossé
- Clermont Jolicoeur Vincent